# Macromitrium incrustatifolium
Macromitrium incrustatifolium är en bladmossart som beskrevs av H. Robinson 1968. Macromitrium incrustatifolium ingår i släktet Macromitrium och familjen Orthotrichaceae. Inga underarter finns listade i Catalogue of Life.